# Торитто
Торитто (італ. Toritto) — муніципалітет в Італії, у регіоні Апулія, метрополійне місто Барі.
Торитто розташоване на відстані близько 370 км на схід від Рима, 21 км на південний захід від Барі.
Населення — 8510 осіб (2014).
Щорічний фестиваль відбувається la першої неділі вересня. Покровитель — святий Рох.

## Демографія
Населення за роками:

Станом на 1 січня 2023 року в муніципалітеті офіційно проживало 187 іноземців з 25 країн, серед них 41 громадянин країн Євросоюзу та 3 громадяни України.

## Сусідні муніципалітети
- Альтамура
- Бінетто
- Бітонто
- Грумо-Аппула
- Пало-дель-Колле